# Youssef Salim Karam
Ne doit pas être confondu avec Youssef Bey Karam.
 (mai 2021).
Si vous disposez d'ouvrages ou d'articles de référence ou si vous connaissez des sites web de qualité traitant du thème abordé ici, merci de compléter l'article en donnant les références utiles à sa vérifiabilité et en les liant à la section « Notes et références ».
Youssef Salim Bey Karam (5 avril 1910 à Zghorta - 3 février 1972 à Jounieh) est un ancien membre du parlement libanais.